# Monumento naturale regionale del Buco del Frate
Il Monumento naturale regionale del Buco del Frate si trova nel territorio comunale di Prevalle in provincia di Brescia, nella sella fra il Monte Budellone ed il Monte Paitone.
Il sito è stato istituito per preservare una tra le più importanti cavità naturali del Bresciano, il Buco del Frate, censito al numero 1 nel Catasto Speleologico Lombardo, e tutelare la grotta dallo sviluppo dell'attività estrattiva.
La grotta consta di due vani intercomunicanti sfocianti in superficie in due imbocchi.

## Origine del nome
L'origine del nome sembra derivare dal fatto che una banda di briganti, che era solita assalire in viandanti travestita da frati, avesse come proprio rifugio la grotta stessa. Un'altra leggenda riporta che nella grotta avesse vissuto per lungo tempo un povero eremita.
Tuttavia non essendo state ritrovate tracce di stanziamenti umani nella grotta, l'origine del nome potrebbe derivare dal termine in latino fractae, ovvero "luogo rotto a sterpi e arbusti".

## Geologia
I fenomeni di carsismo e di erosione chimica superficiale sono quelli che hanno portato alla formazione della grotta. Sulla cresta del Monte Budellone si possono trovare esempi di rocce incise, forate, cariate dalla dissoluzione del carbonato di calcio.

## Fauna
Nella grotta si possono trovare numerose specie di invertebrati, di alto interesse biologico a causa della limitata area di distribuzione degli stessi, per la maggior parte, appartenenti alla famiglia dei Coleotteri. Vi stanzia anche una delle più consistenti colonie di pipistrelli.
Dagli scavi effettuati sono stati rinvenuti reperti fossili di: micromammiferi, lupo, iena delle caverne, marmotta, castoro, ghiottone ed uno scheletro completo di orso delle caverne.